# Copa Asobal 1999
La XI edición de la Copa Asobal se celebró entre el 12 y el 13 de febrero de 2000, en el Pabellón Universitario de Navarra de Pamplona.
En ella participarán los cuatro primeros equipos clasificados al finalizar la 1ª vuelta del Campeonato de Liga de la temporada en curso, que fueron el Caja Cantabria, el Portland San Antonio, el Caja España Ademar León y el FC Barcelona.
Se jugará por concentración bajo la fórmula de eliminatoria a partido único,
en semifinales y final.
El emparejamiento de los equipos para semifinales, se establecerá por sorteo
contando con dos cabezas de serie, que serán los dos primeros equipos
clasificados al final de la 1ª vuelta de la 1ª Fase o Fase Regular del
Campeonato de Liga de la temporada en curso.

## Eliminatorias
|  | Semifinales             | Semifinales             | Semifinales  |              |                      | Final                | Final | Final |  |
|  |                         |                         |              |              |                      |                      |       |       |  |
|  |                         |                         |              |              |                      |                      |       |       |  |
|  | Caja España Ademar León | Caja España Ademar León | 23           |              |                      |                      |       |       |  |
|  | Caja España Ademar León | Caja España Ademar León | 23           |              |                      |                      |       |       |  |
|  | Portland San Antonio    | Portland San Antonio    | 24           |              |                      |                      |       |       |  |
|  | Portland San Antonio    | Portland San Antonio    | 24           |              | Portland San Antonio | Portland San Antonio | 21    |       |  |
|  |                         |                         |              |              | Portland San Antonio | Portland San Antonio | 21    |       |  |
|  |                         |                         | FC Barcelona | FC Barcelona | 24                   |                      |       |       |  |
|  | FC Barcelona            | FC Barcelona            | FC Barcelona | FC Barcelona | 24                   | 26                   |       |       |  |
|  | FC Barcelona            | FC Barcelona            |              |              |                      | 26                   |       |       |  |
|  | Caja Cantabria          | Caja Cantabria          | 18           |              |                      |                      |       |       |  |
|  | Caja Cantabria          | Caja Cantabria          | 18           |              |                      |                      |       |       |  |
|  |                         |                         |              |              |                      |                      |       |       |  |

| Cataluña                        |
| Campeón FC Barcelona 3.º título |

- Datos: Q5786407